# Polycentropus radaukles
Polycentropus radaukles är en nattsländeart som beskrevs av Malicky 1977. Polycentropus radaukles ingår i släktet Polycentropus och familjen fångstnätnattsländor. Inga underarter finns listade i Catalogue of Life.